# Isaac Hill

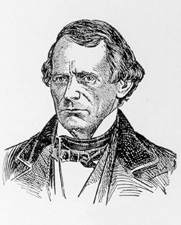
Isaac Hill

Isaac Hill (* 6. April 1789 in Cambridge, Massachusetts; † 22. März 1851 in Washington D.C.) war ein US-amerikanischer Politiker und von 1836 bis 1839 Gouverneur des Bundesstaates New Hampshire. Zwischen 1831 und 1836 vertrat er seinen Staat im US-Senat.

## Frühe Jahre
Nach der Grundschule absolvierte Isaac Hill eine Lehre im Druckereigewerbe. Danach wandte er sich dem Journalismus zu. Schon bald erwarb er mit dem „New Hampshire Patriot“ seine eigene Zeitung, die er in Concord herausgab, wohin er im Jahr 1809 gezogen war. Diese Zeitung behielt er bis 1829. In seinem Blatt unterstützte er die Demokratisch-Republikanische Partei. Nach deren Auflösung Ende der 1820er Jahre wurde Hill Mitglied der Demokratischen Partei von Andrew Jackson.

## Politischer Aufstieg
Zwischen 1820 und 1823 und nochmals von 1827 bis 1828 war Hill Mitglied des Senats von New Hampshire. Im Jahr 1826 gehörte er auch für eine Legislaturperiode dem Repräsentantenhaus seines Staates an. Im Jahr 1828 unterstützte er den Präsidentschaftswahlkampf von Andrew Jackson und wurde dann Mitglied in dessen inoffiziellem „Küchenkabinett“. Jackson verschaffte ihm auch das Amt eines stellvertretenden Revisors im US-Finanzministerium (Second Comptroller of the Treasury). In diesem Amt wurde Hill aber nicht vom Kongress bestätigt.

## US-Senator und Gouverneur
Bei den Kongresswahlen des Jahres 1830 wurde Hill zum Class-3-Senator gewählt. Im Kongress wurde er Nachfolger von Levi Woodbury. Zwischen dem 4. März 1831 und seinem Rücktritt am 30. Mai 1836 vertrat er damit seinen Staat im Senat. Sein Nachfolger dort wurde John Page, der ihm später auch als Gouverneur folgen sollte. Hills Rücktritt war die Folge seiner Wahl zum neuen Gouverneur seines Staates. Nachdem er in den Jahren 1837 und 1838 jeweils in diesem Amt bestätigt wurde, konnte er zwischen dem 2. Juni 1836 und dem 5. Juni 1839 als Gouverneur amtieren. In dieser Zeit wurde der Ausbau der Eisenbahn in New Hampshire vorangetrieben und damit die Eisenbahnverbindungen verbessert. Gouverneur Hill setzte sich ebenfalls für die Archivierung der historischen Staatsdokumente ein.

## Weiterer Lebenslauf
Auch nach dem Ende seiner Gouverneurszeit blieb Hill politisch aktiv. Zwischen 1840 und 1841 war er bei der US-Finanzbehörde in Boston angestellt. Danach wandte er sich wieder dem Journalismus zu. Daneben engagierte er sich aber auch im Bank und Immobiliengeschäft. Isaac Hill starb am 22. März 1851 in Washington. Er wurde in Concord beigesetzt. Mit seiner Frau Susanna Ayer hatte er vier Kinder.